# Feuges
Feuges és un municipi francès situat al departament de l'Aube i a la regió del Gran Est. L'any 2007 tenia 200 habitants.

## Demografia

### Població
El 2007 la població de fet de Feuges era de 200 persones. Hi havia 75 famílies de les quals 12 eren unipersonals (4 homes vivint sols i 8 dones vivint soles), 20 parelles sense fills, 39 parelles amb fills i 4 famílies monoparentals amb fills.
La població ha evolucionat segons el següent gràfic:
Habitants censats

### Habitatges
El 2007 hi havia 79 habitatges, 74 eren l'habitatge principal de la família, 1 era una segona residència i 4 estaven desocupats. 77 eren cases i 2 eren apartaments. Dels 74 habitatges principals, 70 estaven ocupats pels seus propietaris i 4 estaven llogats i ocupats pels llogaters; 2 tenien dues cambres, 7 en tenien tres, 20 en tenien quatre i 45 en tenien cinc o més. 61 habitatges disposaven pel capbaix d'una plaça de pàrquing. A 23 habitatges hi havia un automòbil i a 49 n'hi havia dos o més.

### Piràmide de població
La piràmide de població per edats i sexe el 2009 era:
| Homes | Edats   | Dones |
| ----- | ------- | ----- |
| 0     | 95 o +  | 0     |
| 0     | 90 a 94 | 0     |
| 0     | 85 a 89 | 0     |
| 0     | 80 a 84 | 0     |
| 0     | 75 a 79 | 0     |
| 8     | 70 a 74 | 4     |
| 4     | 65 a 69 | 0     |
| 0     | 60 a 64 | 0     |
| 12    | 55 a 59 | 12    |
| 4     | 50 a 54 | 0     |
| 32    | 45 a 49 | 28    |
| 0     | 40 a 44 | 12    |
| 8     | 35 a 39 | 8     |
| 4     | 30 a 34 | 0     |
| 8     | 25 a 29 | 8     |
| 12    | 20 a 24 | 0     |
| 8     | 15 a 19 | 0     |
| 4     | 10 a 14 | 0     |
| 8     | 5 a 9   | 8     |
| 0     | 0 a 4   | 0     |

## Economia
El 2007 la població en edat de treballar era de 143 persones, 113 eren actives i 30 eren inactives. De les 113 persones actives 104 estaven ocupades (58 homes i 46 dones) i 9 estaven aturades (4 homes i 5 dones). De les 30 persones inactives 12 estaven jubilades, 9 estaven estudiant i 9 estaven classificades com a «altres inactius».

### Ingressos
El 2009 a Feuges hi havia 97 unitats fiscals que integraven 269,5 persones, la mediana anual d'ingressos fiscals per persona era de 21.797 €.

### Activitats econòmiques
Dels 15 establiments que hi havia el 2007, 2 eren d'empreses extractives, 4 d'empreses de construcció, 1 d'una empresa de comerç i reparació d'automòbils, 2 d'empreses de transport, 1 d'una empresa d'hostatgeria i restauració, 1 d'una empresa financera i 4 d'empreses de serveis.
Els 3 serveis als particulars que hi havia el 2009 eren lampisteries.
L'any 2000 a Feuges hi havia 6 explotacions agrícoles.

## Poblacions més properes
El següent diagrama mostra les poblacions més properes.